# Jessica Milat
Jessica Milat (* 1. Januar 2005) ist eine australische Leichtathletin, die sich auf den Sprint spezialisiert hat.

## Sportliche Laufbahn
Erste internationale Erfahrungen sammelte Jessica Milat im Jahr 2024, als sie bei den U20-Weltmeisterschaften in Lima in 23,21 s den vierten Platz im 200-Meter-Lauf belegte und mit der australischen 4-mal-100-Meter-Staffel im Finale disqualifiziert wurde. Im Jahr darauf schied sie bei den World University Games in Bochum mit 23,97 s im Halbfinale über 200 Meter aus und siegte mit der Staffel in 43,46 s.
2025 wurde Milat australische Meisterin im 200-Meter-Lauf.

## Persönliche Bestzeiten
- 100 Meter: 11,37 s (+2,0 m/s), 6. April 2024 in Melbourne
- 200 Meter: 22,75 s (+1,2 m/s), 13. April 2025 in Perth